# Infraspeed
Infraspeed Maintenance BV is een spoorwegbeheerder van de HSL-Zuid. Met dit bedrijf heeft de Nederlandse overheid een van de grootste publiek-private samenwerking-contracten ooit ondertekend. De infrastructuur van de HSL-Zuid is verdeeld in twee secties, de Noordtak van Hoofddorp tot Rotterdam-Noord, en de Zuidtak van Barendrecht tot de Belgische grens bij Hazeldonk/Meer. 
Infraspeed Maintenance is een consortium dat bestaat uit grote bedrijven als de Koninklijke BAM Groep en Siemens en werd in 1999 opgericht. De Rabobank en de ING Bank staan garant voor de financiering.
Infraspeed Maintenance is verantwoordelijk voor de aanleg van de bovenbouw (de onderbouw is aangelegd door Rijkswaterstaat) en zal na oplevering van de HSL-Zuid de lijn voor 25 jaar beheren. Vanaf dat moment krijgt Infraspeed jaarlijks ongeveer 105 miljoen euro (231 miljoen gulden) van de rijksoverheid. De railverkeersleiding zal in handen zijn van ProRail. 